# Дворец Мезеберг
Дворец Мезеберг (нем. Schloss Meseberg) — барочный дворец в Германии, в федеральной земле Бранденбург, используемый под официальную резиденцию гостей федерального правительства Германии. Дворец расположен в 70 км к северу от Берлина в Мезеберге, административном районе города Гранзе, численность населения которого составляет 150 человек. Рядом со дворцом находится озеро Хувеновзе.

## История
Строительство современного дворца началось по заказу графа Германа фон Вартенслебена в 1736 году и завершилось в 1739 году. Архитектор остался неизвестным, хотя предполагается что это был кто-то из окружения главного директора по строительству Берлина Филиппа Герлаха.
В 1774 году спустя десять лет после смерти графа Вартенслебена дворец вместе с другой усадьбой был приобретён принцем Генрихом Прусским. Через год принц подарил поместье своему фавориту Кристиану Людвигу фон Капхенгсту. Капхенгст перестроил здание и построил конюшню.

Позднее имением владел издатель «Фоссише цайтунг» Карл Роберт Лессинг, внучатый племянник знаменитого писателя. Он приобрёл его для своего сына Готтхольда Эфраима Лессинга, для которого позднее в парке был сооружён мавзолей. Супруга издателя Эмма фон Гельбке рассказала Теодору Фонтане историю баронессы Элизабет фон Арденн, ставшей прототипом главной героини романа «Эффи Брист». В своих «Странствиях по марке Бранденбург» Фонтане назвал Мезеберг «волшебным дворцом». 

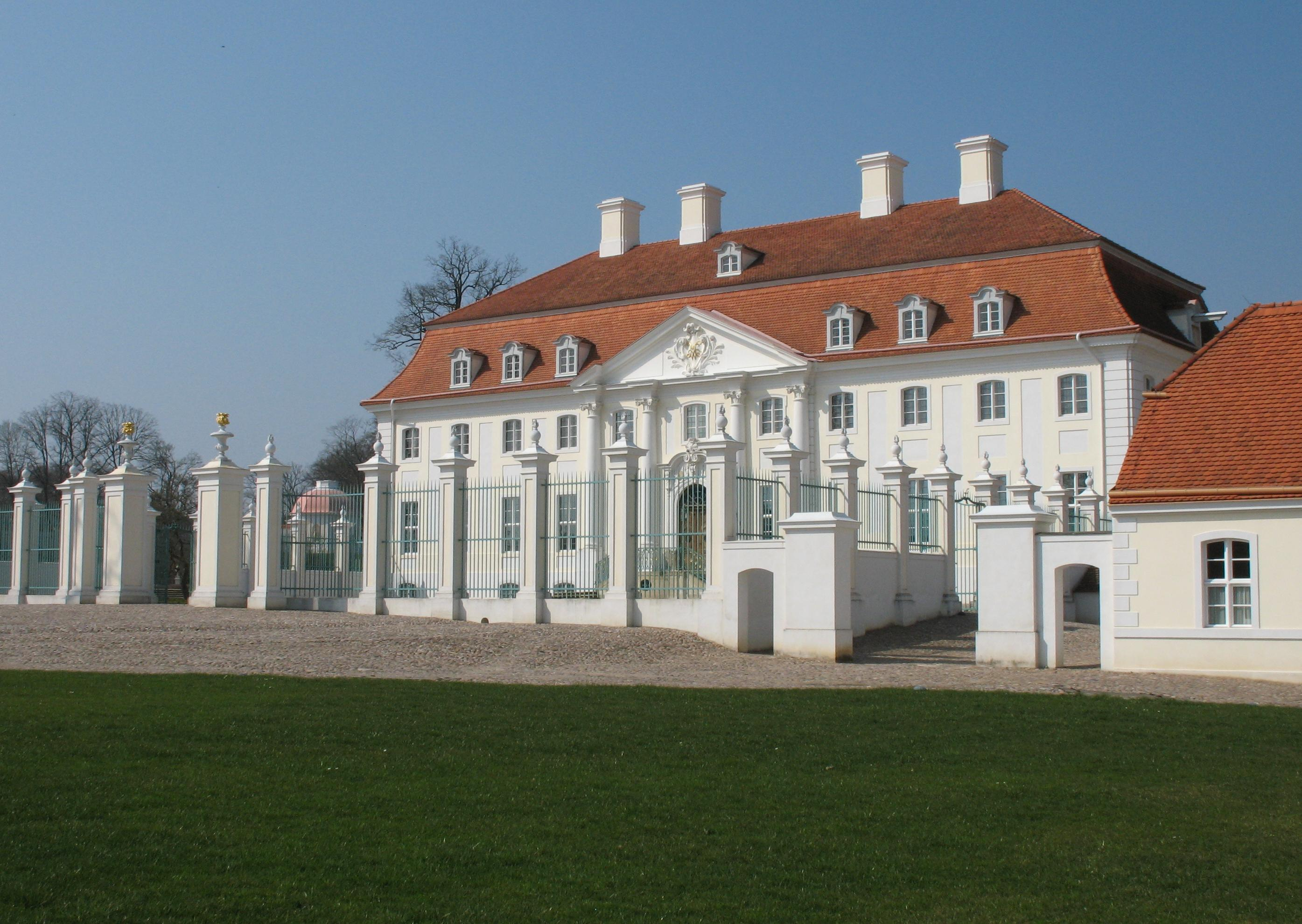
Дворец Мезеберг

В 1945 году поместье было национализировано. В последующие годы во дворце размещались продуктовый магазин, детский сад и учреждения. После объединения Германии дворец, не вернувшийся к своим прежним хозяевам, пришёл в запустение. В 1995 году ветхое здание было приобретено Фондом Мессершмитта. Дворец, сад и парк были отреставрированы фондом в соответствии с нормами охраны памятников.
В 2004 году фонд, потративший на реконструкцию дворца и прилегающей территории 25 млн евро, передал Мезеберг в аренду федеральному правительству первоначально на 20 лет за символическую плату в один евро. Федеральное правительство потратило дополнительно 13 млн евро на безопасность дворца и коммуникации и оплачивает текущие расходы по эксплуатации. Кроме размещения официальных гостей федерального правительства дворец Мезеберг также используется для проведения закрытых заседаний кабинета и конференций.
Первым гостем обновлённого дворца Мезеберг стал президент Франции Жак Ширак. В начале июня 2010 года во дворце Мезеберг федеральный канцлер Ангела Меркель принимала президента Российской Федерации Д. А. Медведева. В августе 2018 года здесь Ангела Меркель принимала президента РФ В. В. Путина